# كأس الاتحاد الإنجليزي 1883–84
كأس الاتحاد الإنجليزي 1883–84 (بالإنجليزية: 1883–84 FA Cup)‏ هو الموسم 13 من  كأس الاتحاد الإنجليزي. أقيم خلال الفترة 6 أكتوبر 1883 وحتى 29 مارس 1884، والذي يشرف على تنظيمه الاتحاد الإنجليزي لكرة القدم، وكان عدد الأندية المشاركة فيه  100، وفاز فيه بلاكبيرن روفرز.